# 타이빈강

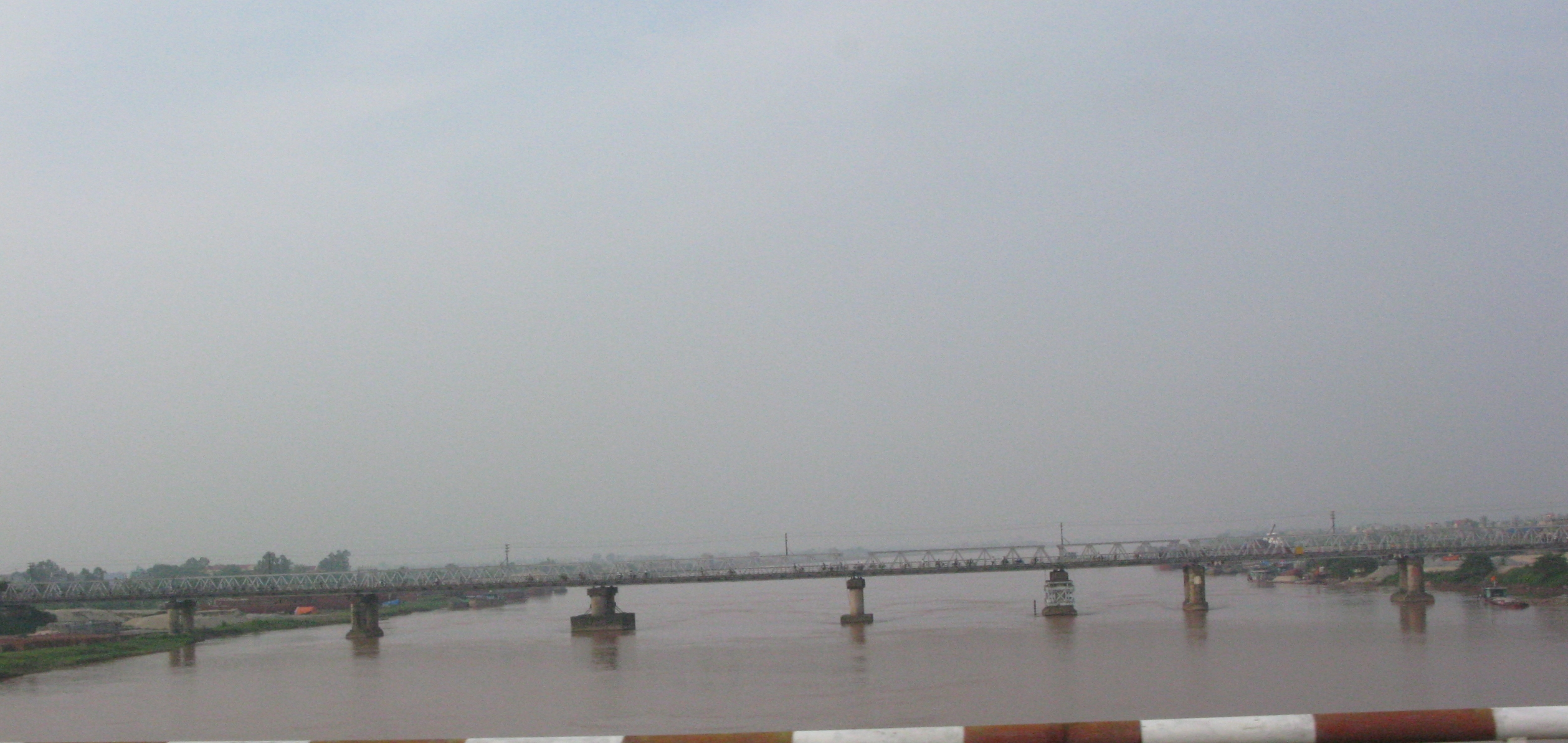
하이즈엉성 푸르엉교

타이빈강(베트남어: Sông Thái Bình / 太平江)은 베트남 북부 타이빈강 수계의 주요 강 이름이다. 타이빈강의 총 길이는 약 100km이다.

## 개요
타이빈강은 홍강과 합류하며 충적토를 쌓아 홍강 삼각주를 만들었다.
타이빈강은 트엉강과 꺼우강이 서로 합류하는 박장성 옌중현 동푹 마을에서 시작된다. 이후 하이즈엉성으로 흘러가서 박장성과 하이즈엉성의 경계를 이룬다. 하이즈엉성의 지역을 통과한 후 타이빈성으로 들어가서 발랏강 어귀에서 남중국해로 빠져나간다.